# سيسنا 172
سيسنا 172 سكاي هوك (بالإنجليزية: Cessna 172)‏ هي طائرة خفيفة ذات أربعة مقاعد ومحرك واحد وعالية الجناحين وهي من فئة الطائرات ذات الأجنحة الثابتة، من صناعة شركة سيسنا في الولايات المتحدة. طارت لأول مرة في عام 1955،  ودخلت الخدمة في 1956، ومازالت في الخدمة حتى الآن. صنع منها 60,000 طائرة، وسعر الطائرة الواحدة منها هو 172 8,700 (1956),172R 274,900 (2012),172S 307,500 (2012) دولار. وتم بناء اعداد من طائرة سيسنا 172إس أكثر من أي طائرة أخرى تم بنائها.